# Кулдига (район)
Кулдига (на латвийски: Kuldīgas rajons) е район в западната част на Латвия. Административен център е град Кулдига. Населението на района е 37 119 души, а територията е 2499 km2. Районът граничи с Вентспилс на северозапад, Лиепая на югозапад, Талси на североизток Тукумс на изток и Салдус на североизток.

## Населени места
| - Кулдига - Скрунда - Алсунга - Едоле - Гудениеки - Иванде - Кабиле - Курмале - Лаиди - Никраце |  | - Падуре - Пелци - Ранкя - Ренда - Румба - Рудбаржи - Снепеле - Турлава - Варме |